# Waldeck (Eppenschlag)
Waldeck ([ˈvaldɛk] ) ist ein Gemeindeteil der Gemeinde Eppenschlag im niederbayerischen Landkreis Freyung-Grafenau.

## Geographie
Der Weiler liegt nordöstlich des Kernortes Eppenschlag an der Staatsstraße 2129. Nordöstlich fließt der Muckenbach.

## Sehenswürdigkeiten
In der Liste der Baudenkmäler in Eppenschlag ist für Waldeck ein Baudenkmal aufgeführt:
- Das im 19. Jahrhundert errichtete Kleinhaus (Waldeck 4) ist ein eineinhalbgeschossiger Blockbau mit Flachsatteldach. Der nördliche Teil hat ein ausgemauertes Erdgeschoss.